# Benz & Cie.
Benz & Cie. fue una empresa alemana de ingeniería mecánica y automotriz, fundada por Carl Benz en Mannheim en 1883, y que luego se extendió sus instalaciones a Mannheim-Waldhof y Gaggenau. Después de la escisión de Motoren-Werke Mannheim AG (MWM) en 1922 (uno de los mayores fabricantes de motores estacionarios desde entonces), se creó la empresa Daimler-Motoren-Gesellschaft (posteriormente Daimler-Benz) mediante la fusión con Daimler AG en 1926.

## Historia

### Benz & Cie. Fábrica de motores de gas

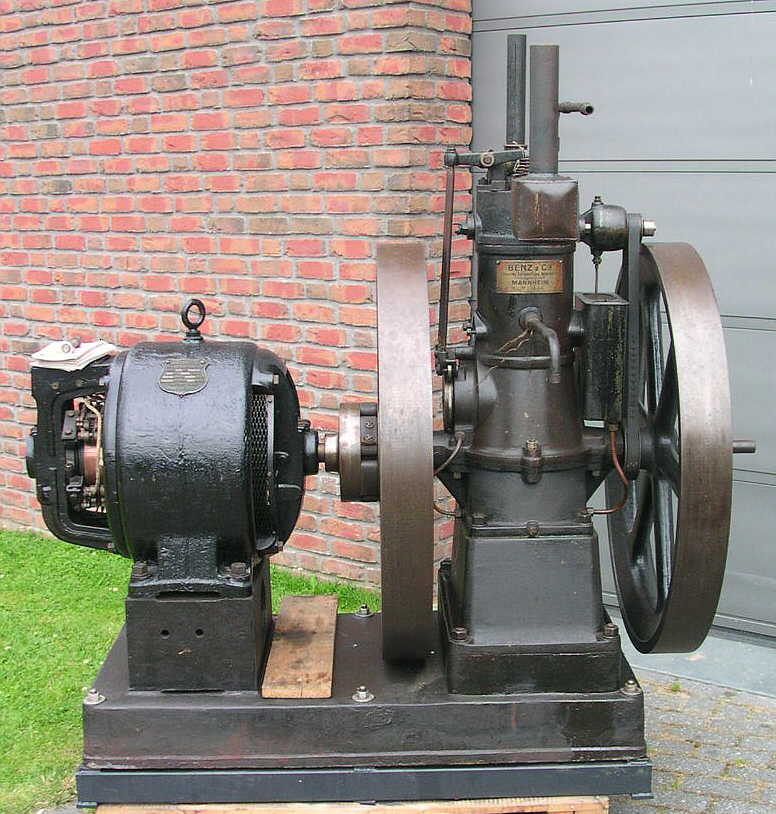
Motor estacionario Benz

El ingeniero Carl Benz, que desarrolló su primer motor de gas de dos tiempos plenamente operativo en 1879, dejó la fábrica de motores de gas de Mannheim que fundó en 1883. El 1 de octubre del mismo año fundó la Benz & Cie. Rheinische Gasmotorenfabrik en Mannheim ("Fábrica Renana de Motores de Gas en Mannheim") junto con los empresarios Max Caspar Rose y Friedrich Wilhelm Eßlinger. La nueva empresa pudo vender más de 800 motores estacionarios en los primeros cuatro meses. 
En 1886, la empresa recibió la patente del nuevo triciclo con motor de bencina, que se comercializó como Benz Patent-Motorwagen, pasando a ser el primer fabricante de automóviles de Alemania. Se construyeron más automóviles de tres y cuatro ruedas en rápida sucesión. Mientras que Benz & Cie. Fabricaba el chasis y los motores, la empresa Stellmacher con sede en Mannheim Kalkreuther suministró casi todas las carrocerías. En 1886 se fabricaron 50 unidades con motor de dos tiempos, y en 1891 ya se produjeron 500, siendo exportadas la mayoría de ellas.
En 1890, Rose y Eßlinger, socios de Benz, dejaron la empresa. Friedrich von Fischer y Julius Ganß, quienes, como Benz, vieron el futuro en la construcción de automóviles, se convirtieron en nuevos copropietarios. En 1891, Benz introdujo la dirección de pivote en sus vehículos.
De 1887 a 1899 el número de empleados aumentó de 40 a 430. En 1893 solo se producían 69 vehículos, pero para el cambio de siglo ya se había fabricado un total de 1709 (69 en 1893, luego 67, 135, 181, 256, 434, 572 y 603 en 1900).

### Sociedad anónima

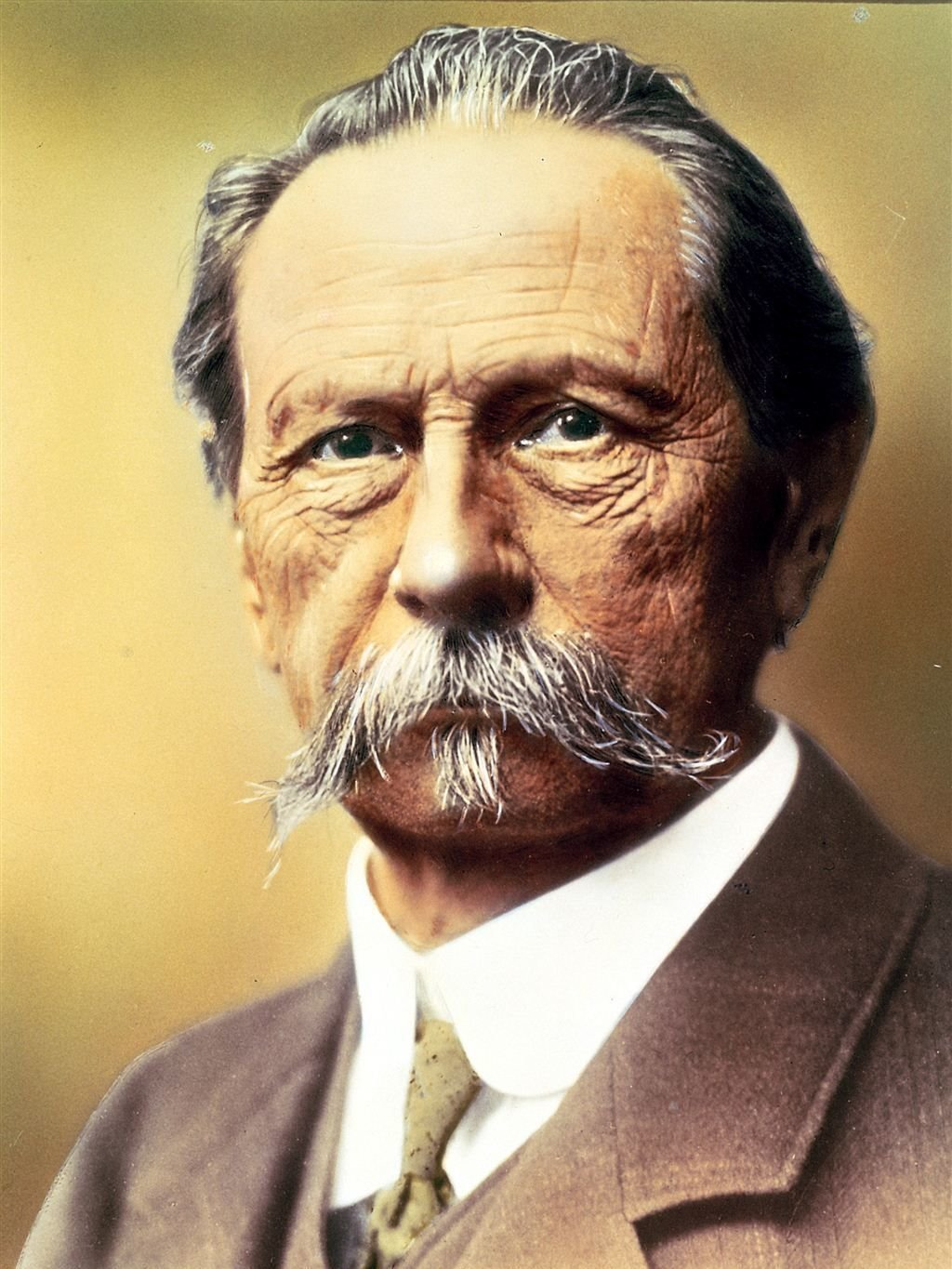
Carl Benz se retiró de su empresa en 1903 (fotografía coloreada de años posteriores)

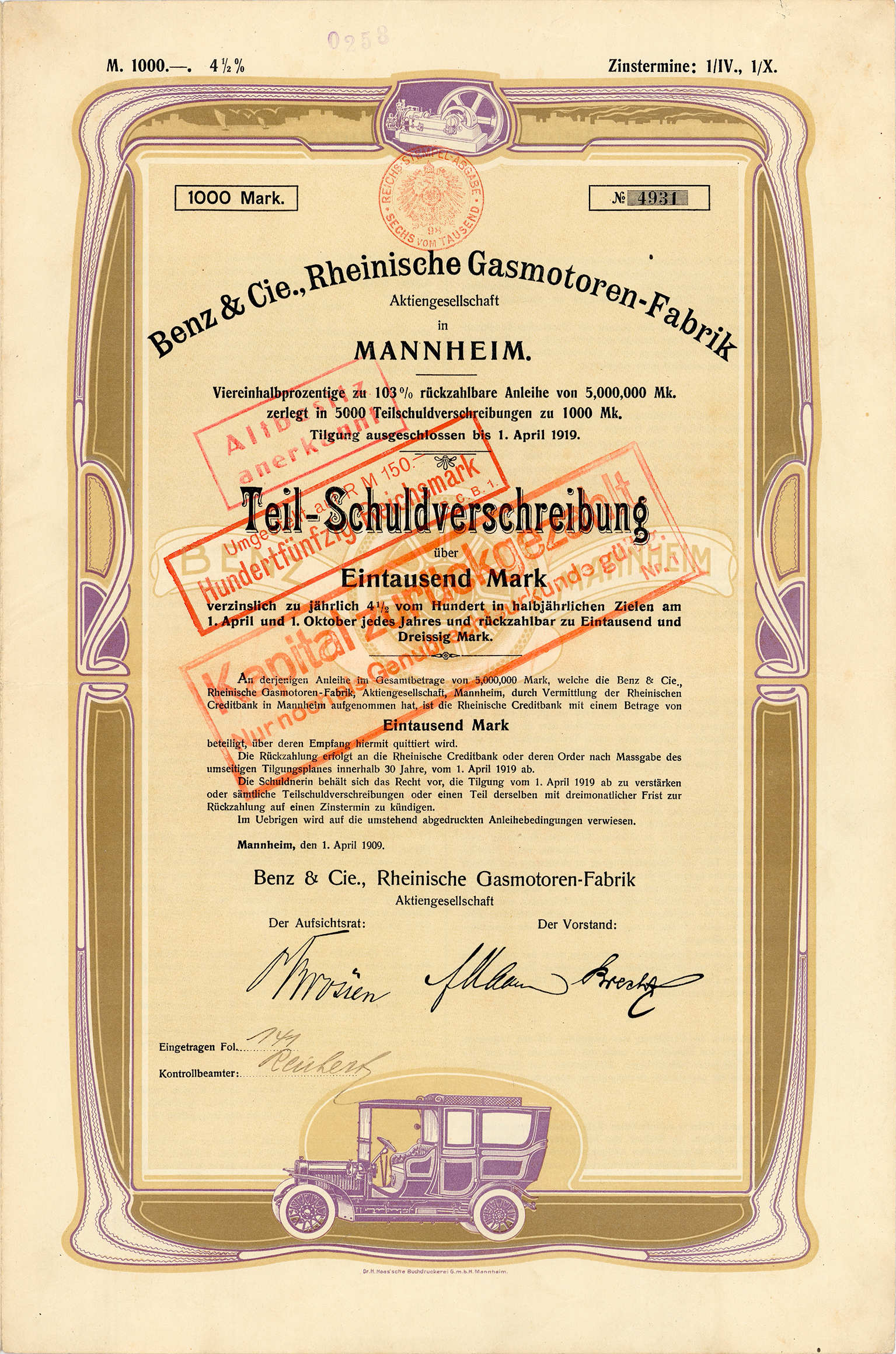
Garantía de pago de Benz & Cie (1 de abril de 1909)

El 8 de junio de 1899, Benz & Cie. (o Benz & Co., como indican algunas fuentes) pasó a denominarse Benz & Cie. Rheinische Gasmotoren-Fabrik AG. Los directores de la nueva sociedad por acciones fueron Benz y Ganß. Los fundadores de la sociedad fueron Benz, Ganß, Fischer, Rose y Jean Ganß. El consejo de administración incluía a Rose, Carl Reiß, Simon Hartogensis, Richard Brosien, Isidor Haas, Jean Ganß, Heinrich Perron y Hermann Andreae.
Comenzado el nuevo siglo, cuando los propietarios de la empresa acababan de comprar un terreno para construir una nueva fábrica en el suburbio de Waldhof en Mannheim, las ventas se desplomaron repentinamente: el competidor más importante, la Daimler-Motoren-Gesellschaft de Stuttgart, controlaba una elevada cuota del mercado con sus modernos modelos Mercedes. Ganß contrató al diseñador francés Marius Barbarou, quien trajo consigo una serie completamente nueva de diseños que reemplazaron a los modelos obsoletos de Benz, lanzados bajo el nombre de Parsifal. La "fábrica especial más antigua y más grande del mundo de vehículos de motor", según su propia publicidad, anunciaba los siguientes modelos en 1902: 4½, 6, 10, 12, 15 y 20 CV. Por entonces, ya se habían producido 3600 coches.
Barbarou se presentó al público como el diseñador de los nuevos automóviles Benz, lo que molestó tanto a Benz que este se retiró del trabajo activo en la empresa en 1903. La nueva serie no mejoró significativamente la situación de la empresa, por lo que Ganß y Barbarou dejaron la compañía en 1904 y Benz se convirtió en presidente del consejo de administración.
Los nuevos accionistas Georg Diehl y Fritz Erle hicieron revisar a fondo la gama de modelos por el nuevo diseñador Hans Nibel y finalmente aseguraron el éxito económico necesario nuevamente en 1905, principalmente con vehículos de la clase superior y de lujo. Pero también se fabricaron coches de carreras que llegaron a ser mundialmente famosos, como el Blitzen Benz de 1909.

### Factorías en Gaggenau y Waldhof

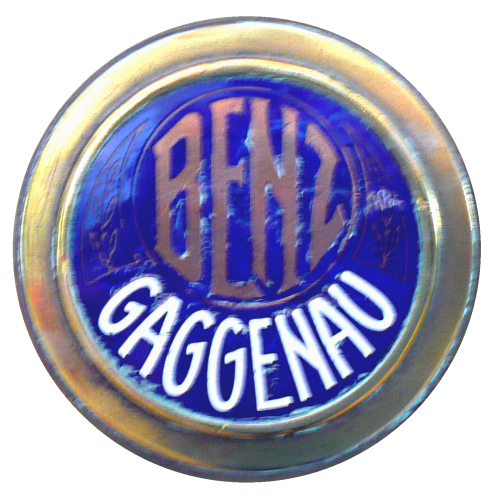
Emblema de la fábrica de Benz Gaggenau

Benz & Cie. vio más oportunidades de mercado en la construcción de camiones, actividad para la que el espacio disponible en la planta de Mannheim era insuficiente. Por lo tanto, a partir de 1907, cooperaron con la Süddeutsche Automobil-Fabrik de Gaggenau y se hicieron cargo de la empresa y sus instalaciones en 1909. Esta fábrica se había ocupado principalmente de la construcción de camiones, y su pequeña producción de automóviles se abandonó.
El espacio en la antigua planta de Mannheim pronto dejó de ser suficiente para la producción de automóviles. En 1908 y 1909, se construyó una fábrica completamente nueva para la producción de automóviles en el terreno de Waldhof que Benz y Ganß habían comprado años atrás.
Los motores estacionarios, que seguían siendo un pilar de la empresa, se siguieron fabricando en el centro de la ciudad de Mannheim. Hacia 1910, el número de empleados de Benz & Cie. era de 2500 en la planta de Mannheim y de 840 en la planta de Gaggenau.

### Benz & Cie., Fábrica Renana de Automóviles y Motores

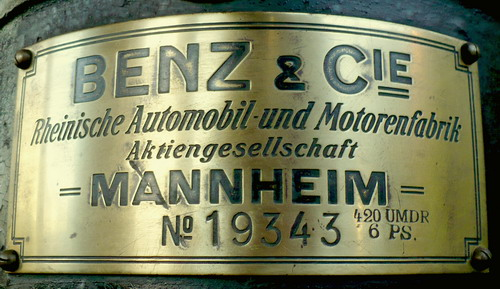
Placa de fábrica con el nuevo nombre de la empresa (1911)

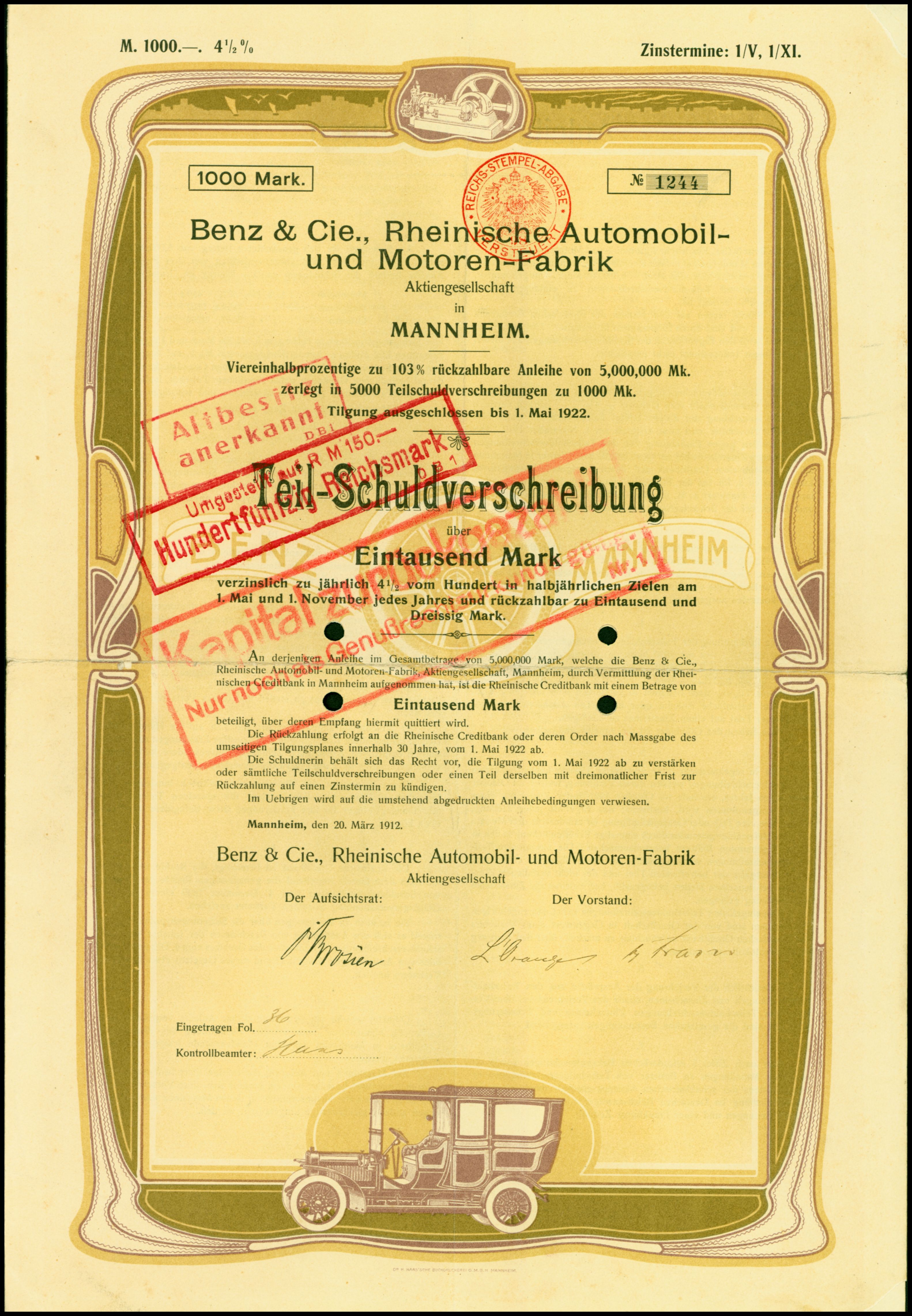
Garantía de pago de Benz & Cie., Rheinische Automobil- und Motorenfabrik de 1912

Mientras tanto, los automóviles se habían convertido en la principal línea de negocio, y el nombre legal de la empresa se cambió nuevamente en agosto de 1911: la nueva compañía se denominó Benz & Cie., Rheinische Automobil- und Motorenfabrik AG.
Desde 1911 Benz & Cie. lanzó también automóviles más pequeños con aproximadamente 2 litros de cilindrada, que se convirtieron en la base de la producción durante la Primera Guerra Mundial y de la posguerra. La cooperación con Edmund Rumpler no trajo el éxito esperado, aunque se creó el Benz-Tropfenwagen como coche de carreras. Antes y durante la Primera Guerra Mundial, también se construyeron motores aeronáuticos en Mannheim (véase Benz Bz III).
En 1922 se subcontrató la producción de los motores estacionarios, y se vendió al grupo financiero berlinés Fonfé. El negocio continuó operando en la fábrica situada en el centro de la ciudad de Mannheim como Motoren-Werke Mannheim AG (MWM) (posteriormente MWM GmbH, uno de los mayores fabricantes del mundo de motores de gas y grupos electrógenos para unidades de cogeneración).

### Fusión con Daimler
A partir de 1921, el especulador berlinés Jakob Schapiro ganó cada vez más influencia en la empresa a través de atrevidas transacciones financieras y acuerdos de compensación (transacciones entre Benz Motorwagen y las carrocerías Schebera). Finalmente, se incorporó al consejo de administración de la empresa, y en 1924 poseía el 60% de las acciones de Benz & Cie. AG. De igual forma, también había ganado influencia en otras empresas automovilísticas alemanas, entre otras la Daimler-Motoren-Gesellschaft (DMG) de Stuttgart, la Nationale Automobil-Gesellschaft (NAG) de Berlín, la Hansa-Lloyd de Bremen y la NSU de Neckarsulm. Con sus acuerdos especulativos, Schapiro llevó a todas estas empresas al borde de la quiebra, aunque Daimler pudo sobreponerse a la situación gracias a su fortaleza económica.
Ante esta situación, el director ejecutivo de Benz & Cie., Wilhelm Kissel, inició negociaciones de fusión en 1924 con su antiguo competidor Daimler, compañía con la que habían mantenido una cooperación comercial durante algún tiempo. En 1925, Kissel también fue nombrado miembro de la junta de Daimler, y el 1 de julio de 1926 las dos empresas pasaron a integrarse en la nueva Daimler-Benz AG con sede en Untertürkheim, en una proporción de 654 (Daimler) : 346 (Benz).

## Modelos de vehículos

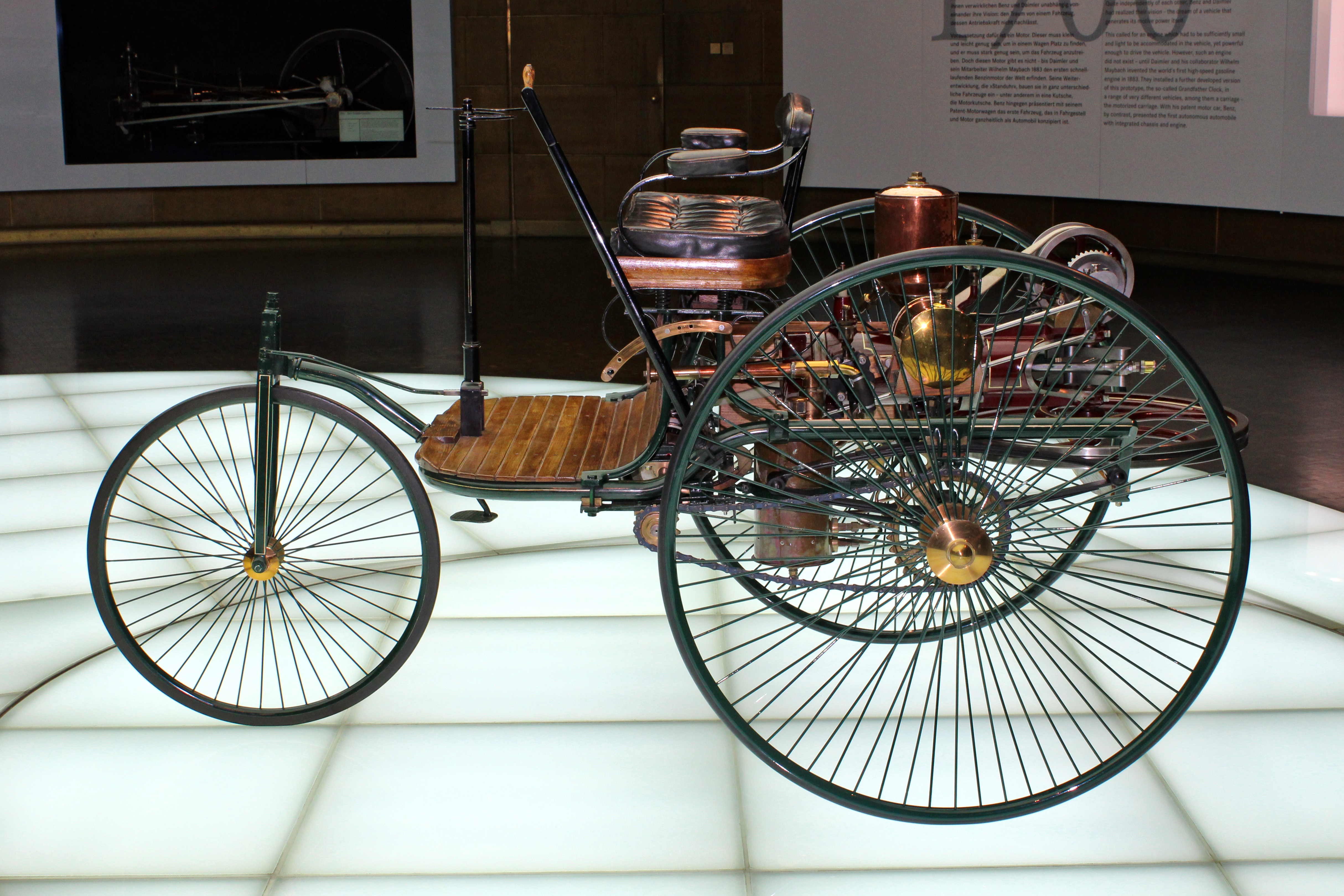
Benz Patent-Motorwagen No. 1, 1886
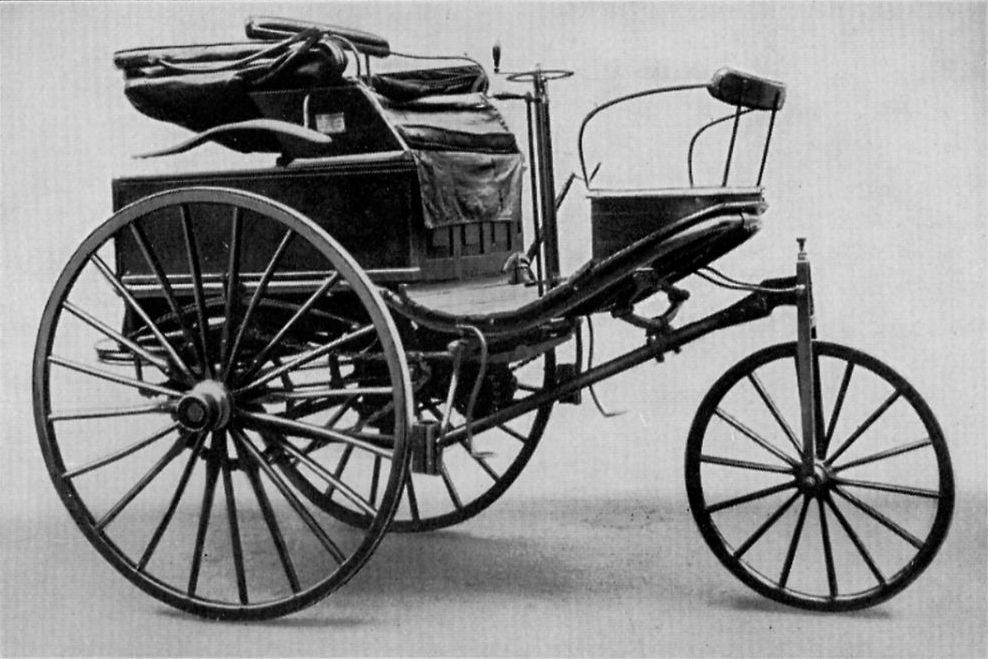
Benz Patent-Motorwagen No. 3, con el que Bertha Benz viajó de Mannheim a Pforzheim en 1888
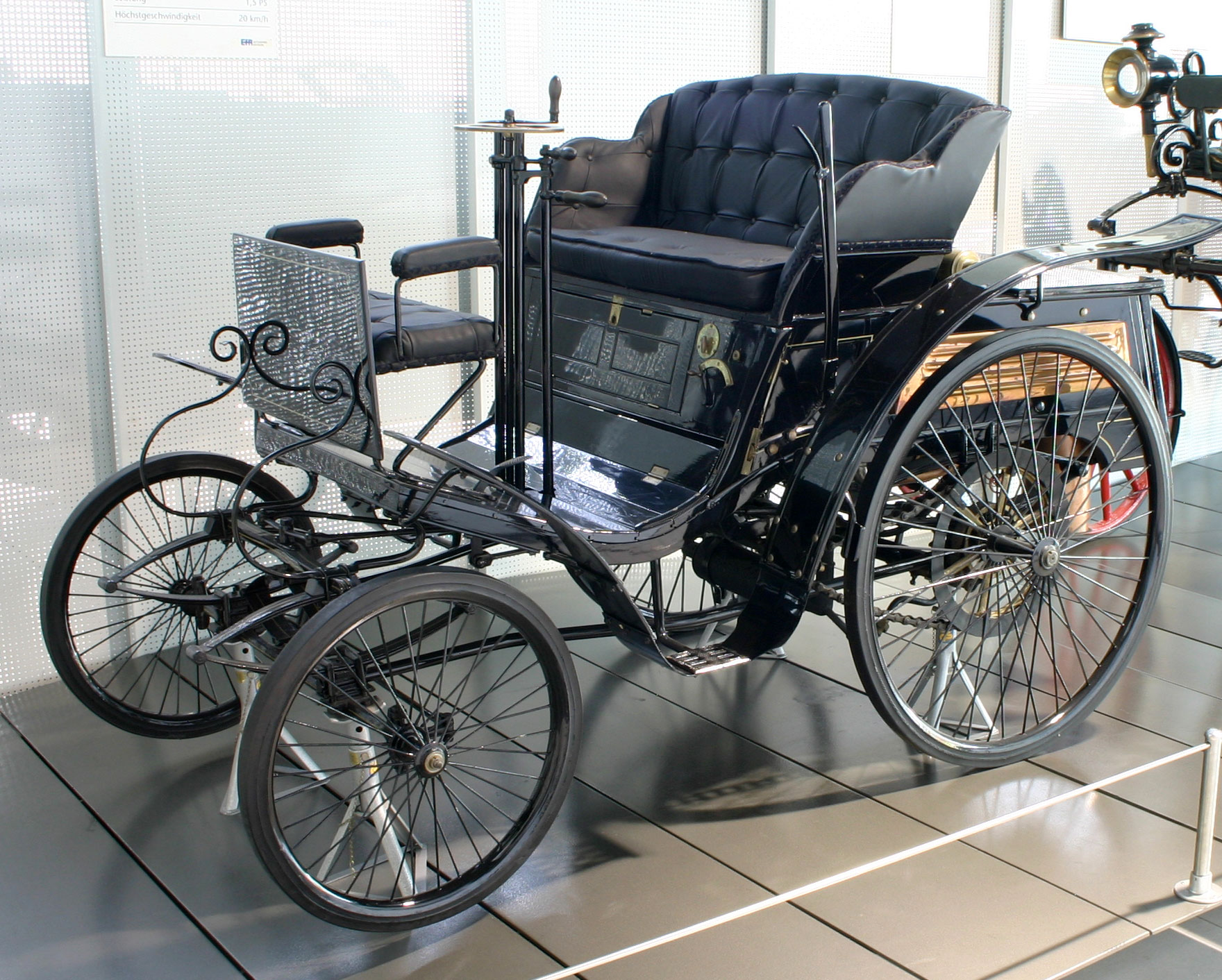
Patent-Motorwagen "Velo" de 1894 con motor de 1045 cm³ y 1,5 CV
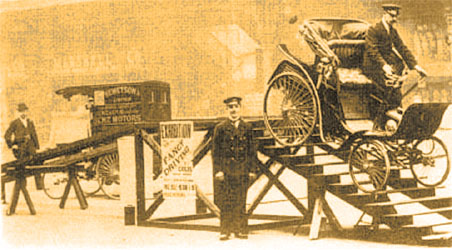
Presentación del Benz Velo en Londres, 1898
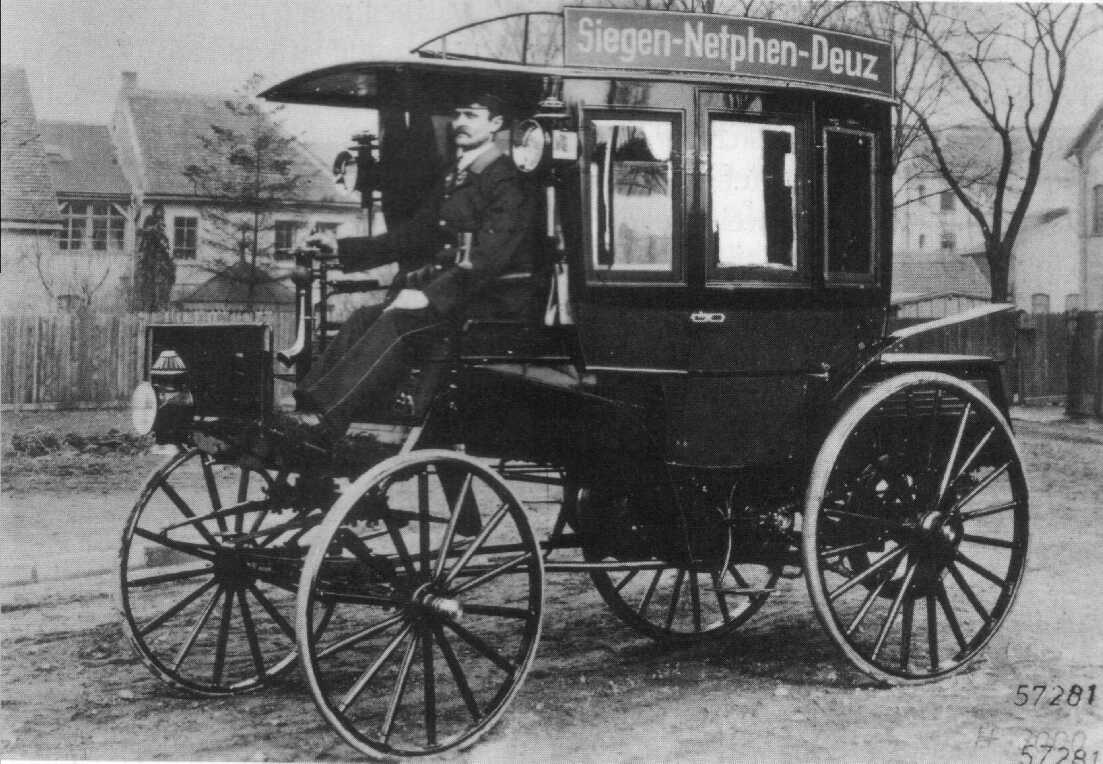
Autobús Benz & Cie. de 1895
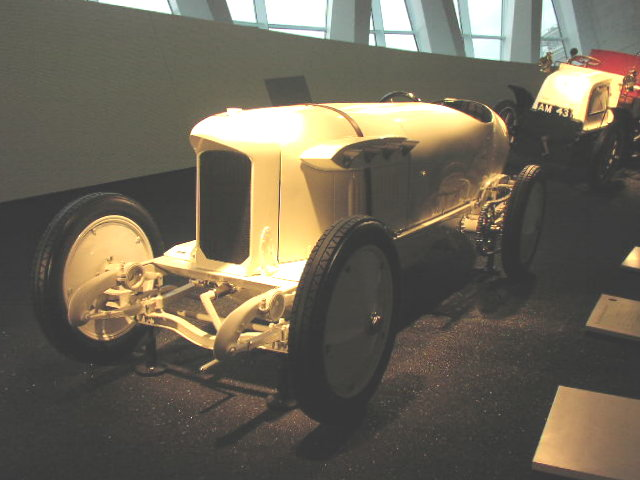
Blitzen Benz, 1909
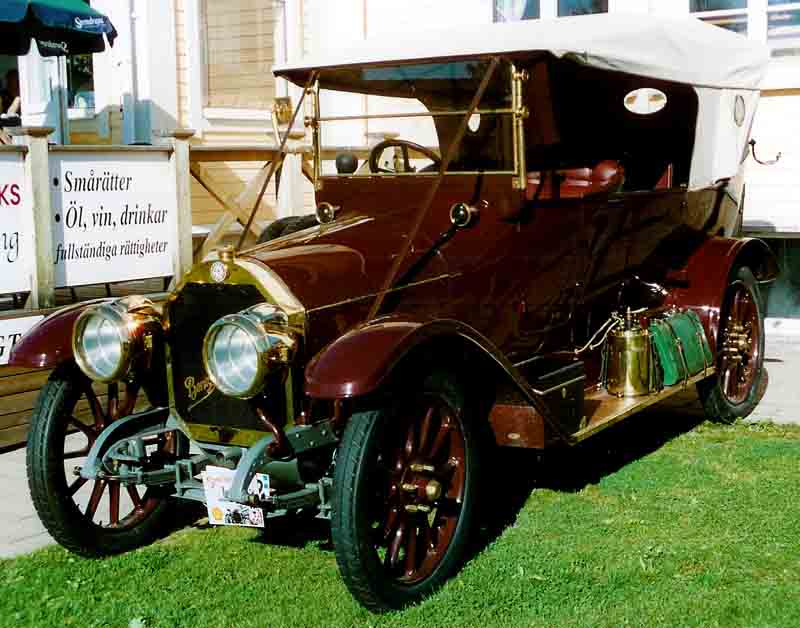
Benz 16/40 PS, 1913
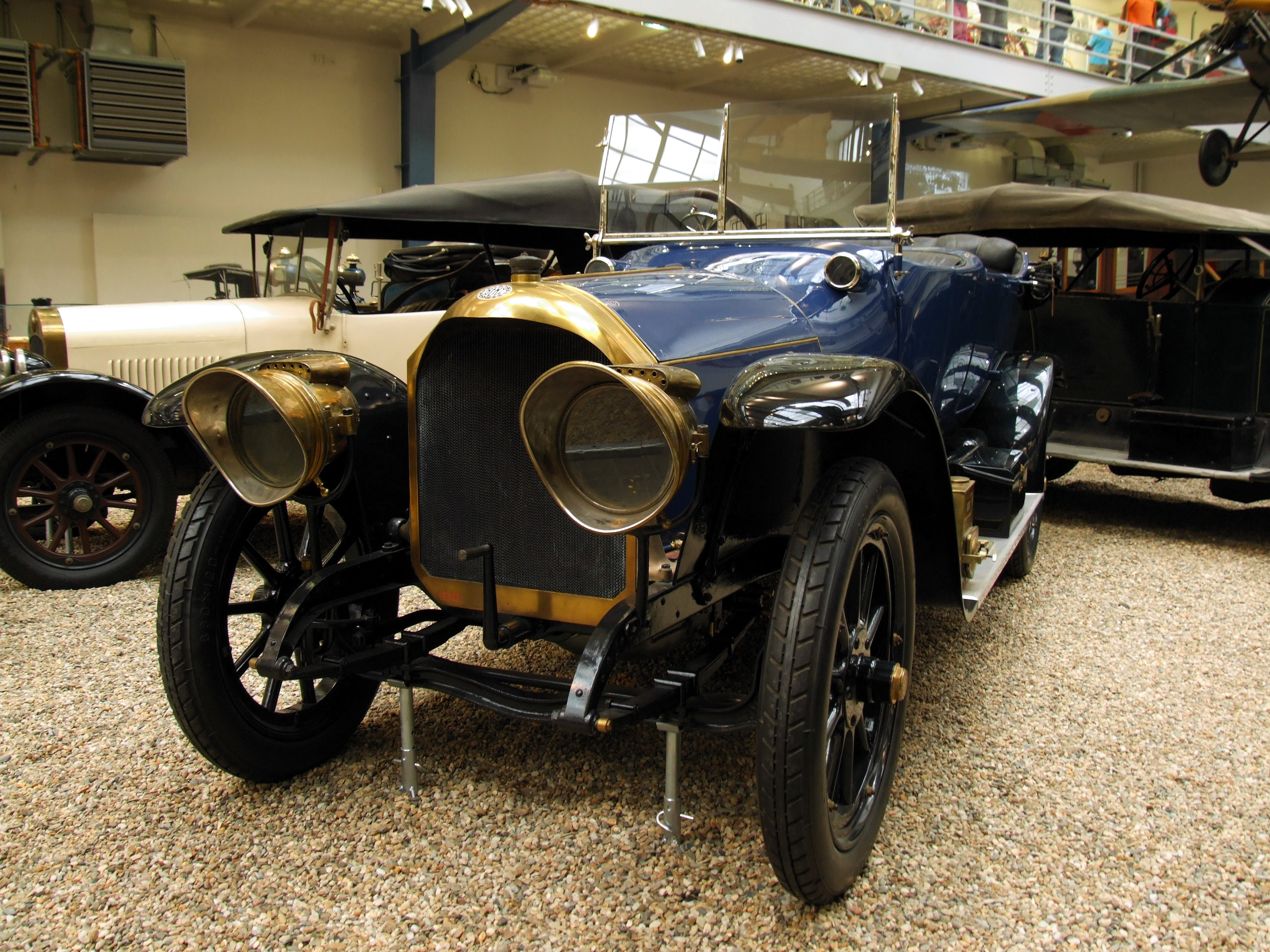
Benz 16/40 HP, 1914
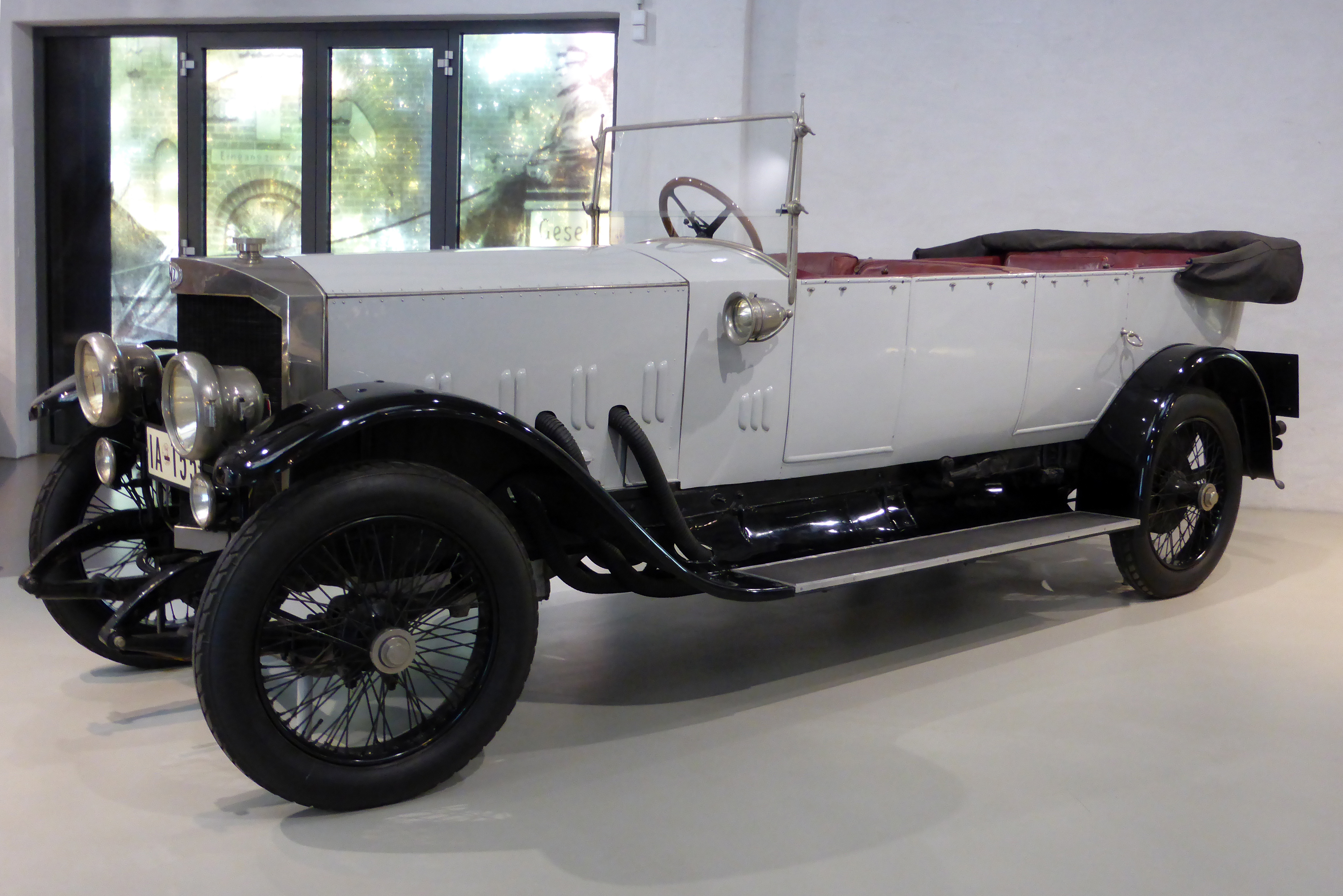
Benz 21/50 PS de 1914, hecho a medida por el taller de carrocería "Josef Neuss" en Berlin-Halensee para Karl Max von Lichnowsky